# Toulcův dvůr
Toulcův dvůr je soubor historických památkově chráněných budov v Praze-Hostivaři v blízkosti sídliště Košík a Sadů zahradnické mládeže.

## Dějiny

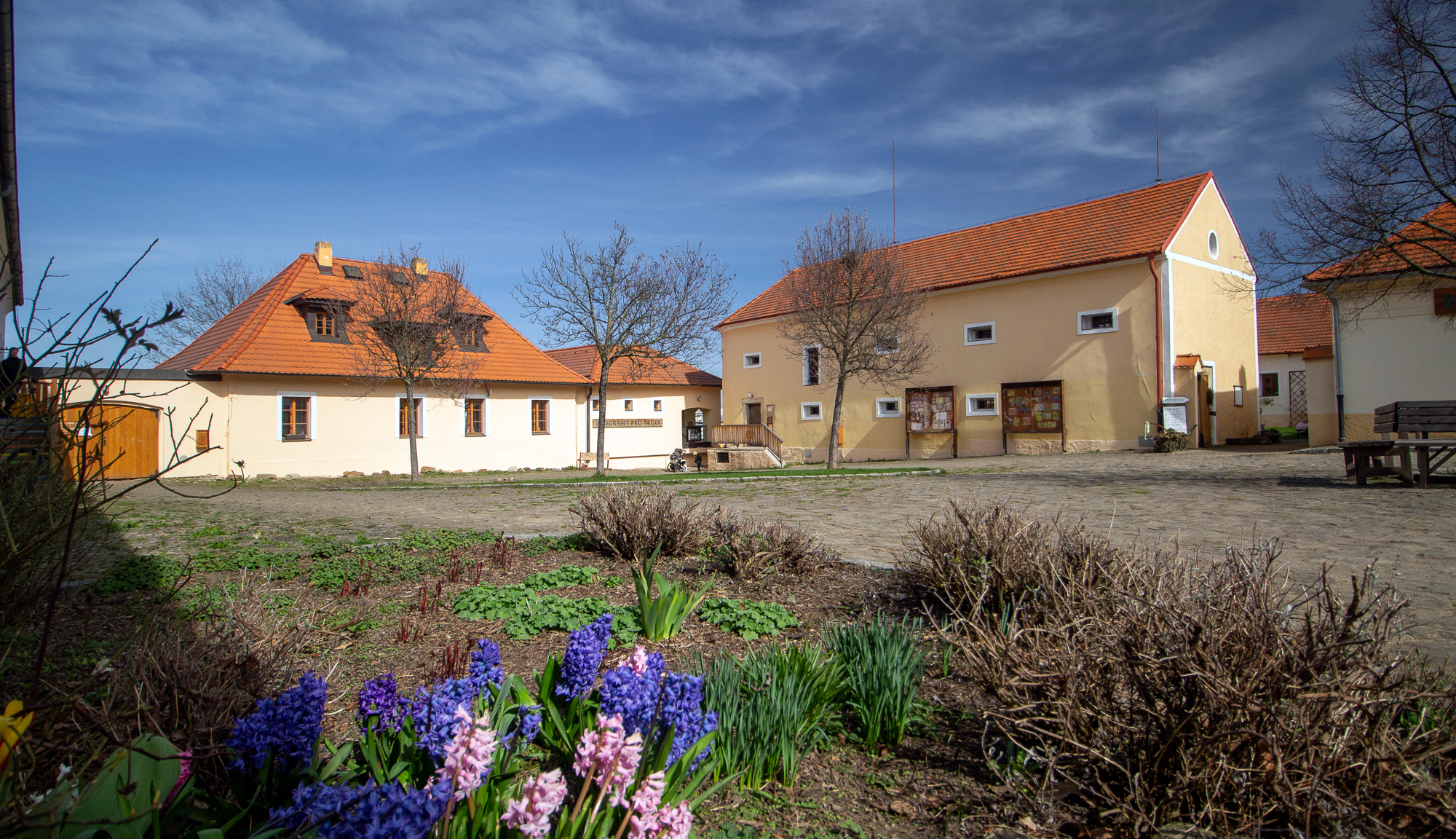
Budovy Toulcova dvora

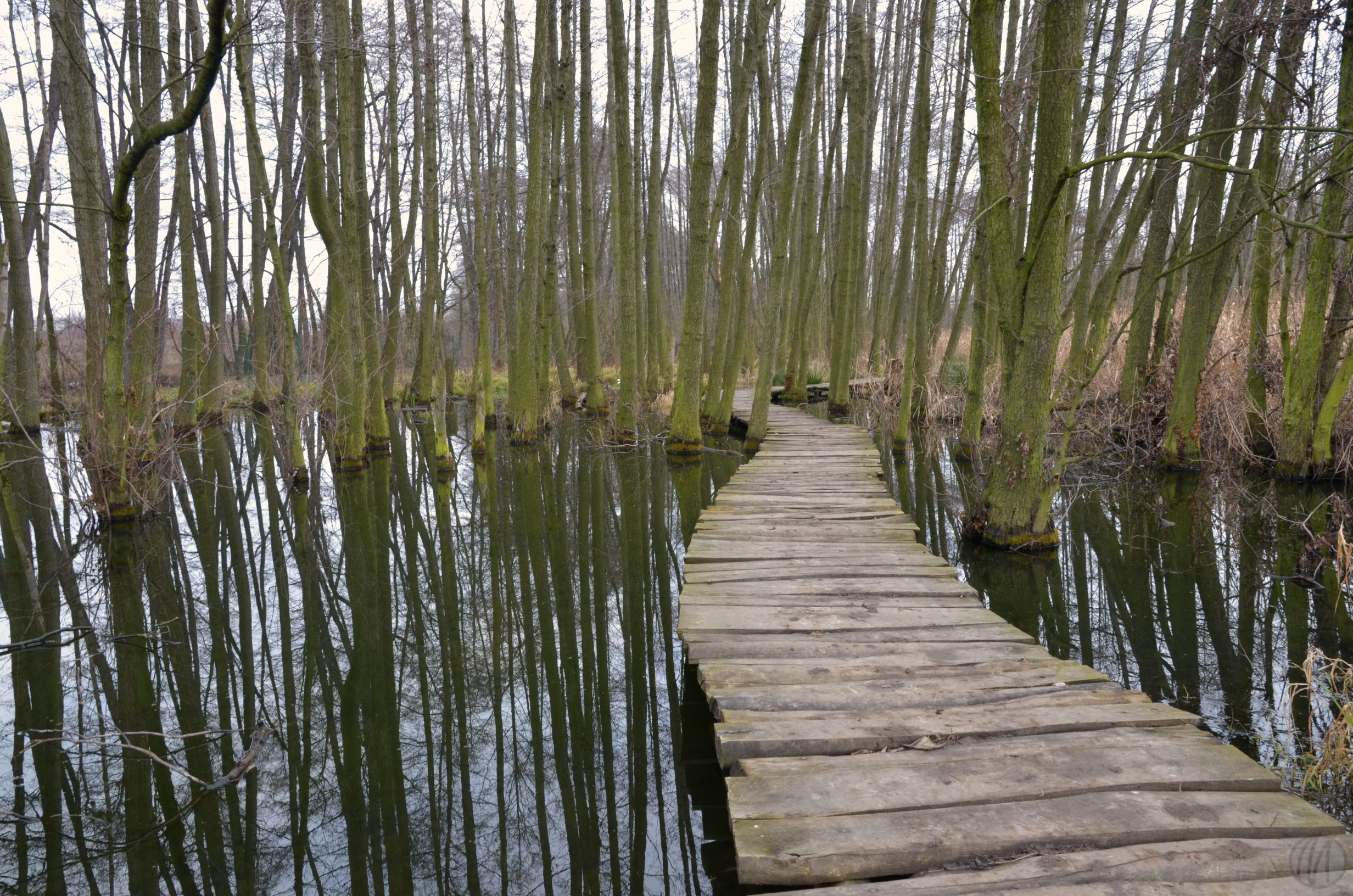
Mokřady u Toulcova dvora

Hospodářský dvůr v Hostivaři je poprvé zmíněn v roce 1362, jako součást dvora, který tehdy již delší dobu patřil Sázavskému klášteru. Od 11. června 1362 kdy dvorec s rychtou a přilehlou obcí získal do zástavy rychtář Petřík z Lešťan od sázavského opata Vojtěcha[rozpor], byl současně rychtou. Později uprostřed dvora vznikla také tvrz. Poté hostivařské panství spravovalo nejvyšší purkrabství, po něm bylo v držbě stavů Království českého a v roce 1866 přešel pod správu „obce království Českého“.
V letech 1870-1919 zde měla pobočku modřanská rafinerie cukru. Po první světové válce byl zemský Hostivařský dvůr zestátněn. Svůj dnešní název nese usedlost po posledním nájemci dvora, jímž byl hospodář František Toulec, údajně moudrý a laskavý člověk. V roce 1950 byl však komunisty donucen se vystěhovat. Později dvůr přešel do správy Státního statku Praha s výrobou krmných směsí a průmyslovou výrobou.
V roce 1992 byl Toulcův dvůr rozhodnutím nové vlády určen pro neziskovou ekologickou a výchovnou činnost. Vlastníkem dvora se stalo hlavní město Praha.
Od roku 1994 je postupně rekonstruován a slouží jako Středisko ekologické výchovy hl. m. Prahy. Majitelem objektů a pozemků i hlavním investorem rekonstrukcí a přispěvatelem provozu je Magistrát hlavního města Prahy. Provozovatelem je Zájmové sdružení Toulcův dvůr, které má areál od města pronajatý na 50 let. Areál je volně přístupný každý den.
V roce 2016 byla kolem Toulcova dvora prodloužena do starých Záběhlic červená turistická značka KČT, která po mnoho desetiletí ve směru od Průhonic končila u Maratova náměstí. Název dvora je na směrovkách ovšem zkomolen na Toulovcův dvůr.

## Současné využití
Zakladatelkou současného ekologického centra Toulcův dvůr je paní Emilie Strejčková (22. 1. 1939, Domažlice - 8. 3. 2009, Praha).
Toulcův dvůr slouží především jako zázemí několika ekologických organizací a jako centrum ekologické výchovy a vzdělávání pro všechny generace. Na ploše osmi hektarů se nalézá řada přírodních zajímavostí, které jsou již v Praze vzácností (např. mokřady, lužní les, louky apod.). Součástí je také ekozahrada, lesní školka, sad a hospodářský dvůr s původními českými plemeny hospodářských zvířat (přeštické černostrakaté prase, česká červinka nebo plemeno huculských koní), dále ovcemi, kozami a dalšími domácími zvířaty.
V areálu je rovněž mateřská škola, knihovna, obchod s biopotravinami ad.